# Derek Mahon

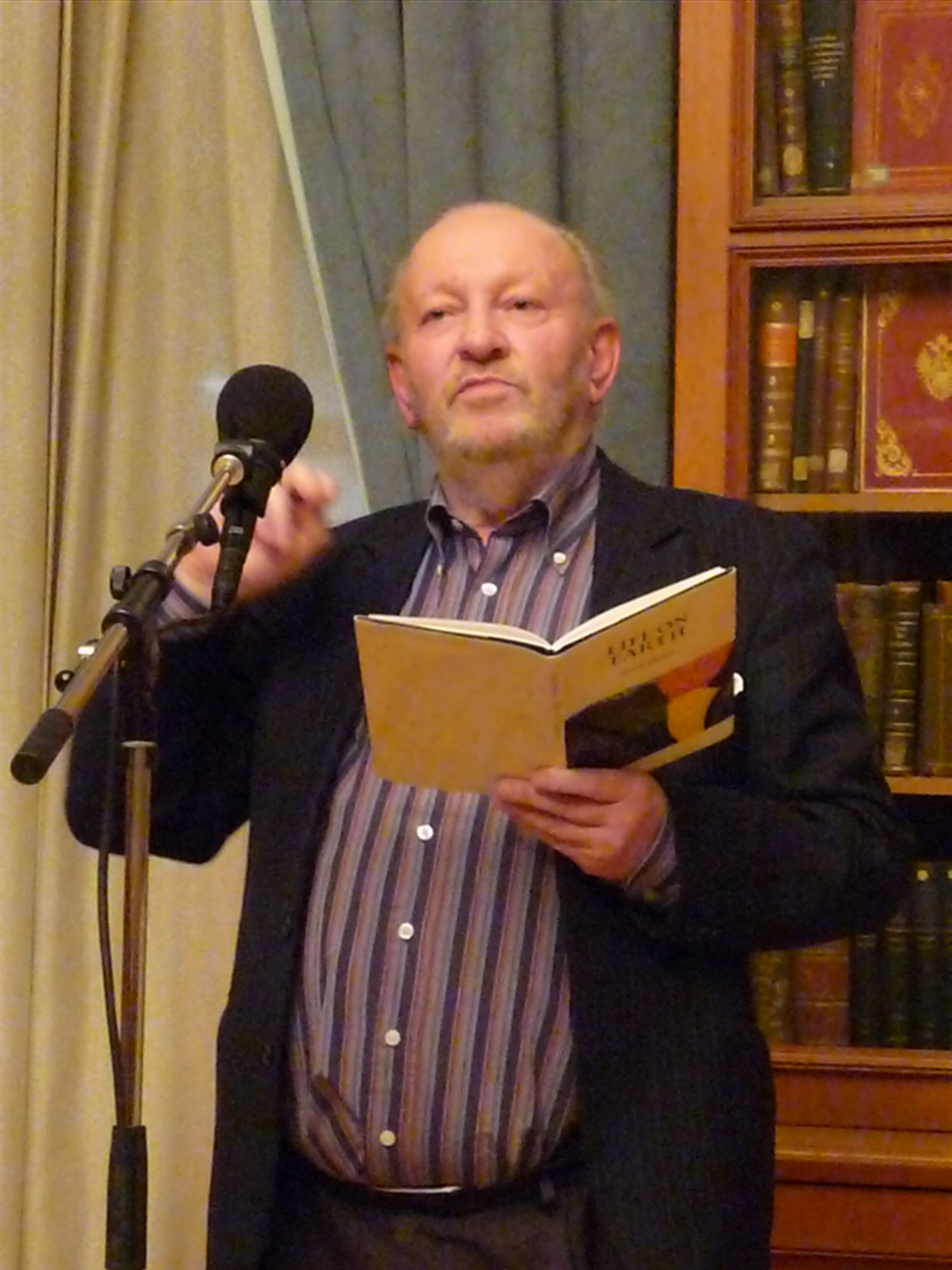
Derek Mahon (2010)

Derek Mahon (* 23. November 1941 in Belfast; † 1. Oktober 2020 in Kinsale) war ein irischer Dichter.

## Leben
Neben seinen lyrischen Werken ist Mahon auch für Übersetzungen aus dem Französischen sowie als Drehbuchautor bekannt. Im englischen Sprachraum und besonders in Irland ist er vor allem durch sein Gedicht A Disused Shed in Co. Wexford bekannt, einer Meditation über u. a. das Vergessenwerden, das Periphere, Unterdrückte und Alltägliche. Dieses Gedicht wird zum Teil an den Schulen und Universitäten behandelt und ist auch in vielen Anthologien zu finden. 2007 wurde er mit dem David Cohen Prize für sein Lebenswerk ausgezeichnet.
Mahon lebte in Dublin. Er starb im Frühherbst 2020 im Alter von 78 Jahren; für den Oktober 2020 ist ein letzter Gedichtband von Mahon mit dem Titel Washing Up angekündigt.

## Werke (Dichtung)
- Night-Crossing (1968)
- Lives (1972)
- The Snow Party (1975)
- Poems 1962–1978 (1979)
- Courtyards in Delft (1981)
- The Hunt By Night (1982)
- Antarctica (1985)
- Selected Poems (1990)
- Selected Poems (1991)
- The Yaddo Letter (1992)
- The Hudson Letter (1995)
- The Yellow Book (1997)
- Collected Poems (1999)
- Selected Poems (2000)
- Harbour Lights (2005)
- An Autumn Wind (2010); ISBN 978-1852354879

## Auf Deutsch erschienen
- Ovid auf Reisen: Ausgewählte Gedichte. Zweisprachig, übersetzt von Hans-Christian Oeser und Margitt Lehbert, Edition Rugerup, Berlin 2011, ISBN 978-3-942955-06-5.